# Villejust
Villejust é uma comuna francesa na região administrativa da Ilha de França, no departamento de Essonne. Estende-se por uma área de 5.36 km². Em 2010 a comuna tinha 2 423 habitantes (densidade: 452,1 hab./km²).